# Zhou Shen
Zhou Shen (chiń. 周深), znany również jako Charlie Zhou (ur. 29 września 1992 w Shaoyang w prow. Hunan) – chiński piosenkarz.
Szerszą rozpoznawalność zyskał w 2014 roku po wystąpieniu w jednym z programów talent show. W 2016 roku wykonał piosenkę „Big Fish” (chiń. 大鱼), która stała się natychmiastowym przebojem.

## Dyskografia
Albumy studyjne
- 2017: 深的深 Charlie’s Debut album